# Scytodes univittata
Espèce
Synonymes
- Dictis arabica Simon, 1890
- Dictis perimensis Simon, 1890
- Scytodes mexicanus Banks, 1898
- Scytodes perfecta Banks, 1898
- Scytodes concolor Mello-Leitão, 1918
- Scytodes poenitens Chamberlin, 1924
- Scytodes serripes Mello-Leitão, 1947
- Scytodes chamberlini Caporiacco, 1955
- Scytodes atabey Alayón, 1992

Scytodes univittata est une espèce d'araignées aranéomorphes de la famille des Scytodidae.

## Distribution
Cette espèce se rencontre au Turkménistan, au Kirghizistan, en Inde et en Birmanie.
Elle a été introduite aux États-Unis à Hawaï, au Mexique, à Cuba, au Venezuela, au Brésil, au Paraguay, au Chili, sur l'île de l'Ascension, en Espagne, en Italie, à Chypre, au Cap-Vert, au Maroc, en Égypte, en Irak et en Iran.

## Description
Les mâles mesurent de 6,5 à 7,5 mm et les femelles de 4,8 à 11,8 mm.

## Liste des sous-espèces
Selon World Spider Catalog (version 26, 12/06/2025) :
- Scytodes univittata univittata Simon, 1882
- Scytodes univittata unilineata Thorell, 1887 de Birmanie

## Systématique et taxinomie
Cette espèce a été décrite par Simon en 1882.
Scytodes mexicanus, Scytodes concolor, Scytodes serripes, Scytodes chamberlini et Scytodes atabey ont été placées en synonymie par Brescovit et Rheims en 2000.
Dictis arabica et Dictis perimensis ont été placées en synonymie par Rheims, Brescovit et van Harten en 2006.
Scytodes perfecta et Scytodes poenitens ont été placées en synonymie par Rheims, Brescovit et Durán-Barrón en 2007.

## Publications originales
- Simon, 1882 : « II. Étude sur les arachnides de l'Yemen méridional. Viaggio ad Assab nel Mar Rosso, dei signori G. Doria ed O. Beccari con il R. Aviso "Esploratore" dal 16 novembre 1879 al 26 Febbraio 1880. » Annali del Museo Civico di Storia Naturale di Genova, vol. 18, p. 207-260 (texte intégral).
- Thorell, 1887 : « Viaggio di L. Fea in Birmania e regioni vicine. II. Primo saggio sui ragni birmani. » Annali del Museo civico di storia naturale di Genova, vol. 25, p. 5-417 (texte intégral).